# 미야자키 다이시로
미야자키 다이시로(일본어: 宮崎 大志郎, 1983년 4월 21일 ~ )는 일본의 전 축구 선수이다.

## 구단 경력
과거 로아소 구마모토에서 활동하였다.